# Freeciv
Freeciv é um jogo de computador de estratégia por turnos multijogador, inspirado na série Sid Meier's Civilization, que simula um combate entre as grandes civilizações da história, por poder e territórios. Um jogo multiplataforma de código aberto disponível para a maioria dos sistemas operacionais e na versão online para navegador.
O jogador assume o comando de uma civilização (existem dezenas de opções, relativas a povos ou culturas de todos os continentes e todos os momentos da história) e precisa, ao longo das rodadas, cuidar de construir cidades, campos de plantio, minas, estradas, etc. Assume a posição de chefe da civilização escolhida, podendo inclusive enfrentar revoltas e insatisfação popular. Além das construções, o jogador também precisa organizar a distribuição de fundos, orientar a pesquisa científica e escolher o regime político da civilização adequado de acordo com o momento histórico.
Paralelamente à construção, o jogo também envolve destruição: criar exércitos para atacar e dominar civilizações rivais é o objetivo último, pois vence aquele que conseguir dominar o planeta ou que tiver a maior extensão territorial ao fim dos tempos (determinado antes de se iniciar).

## Design

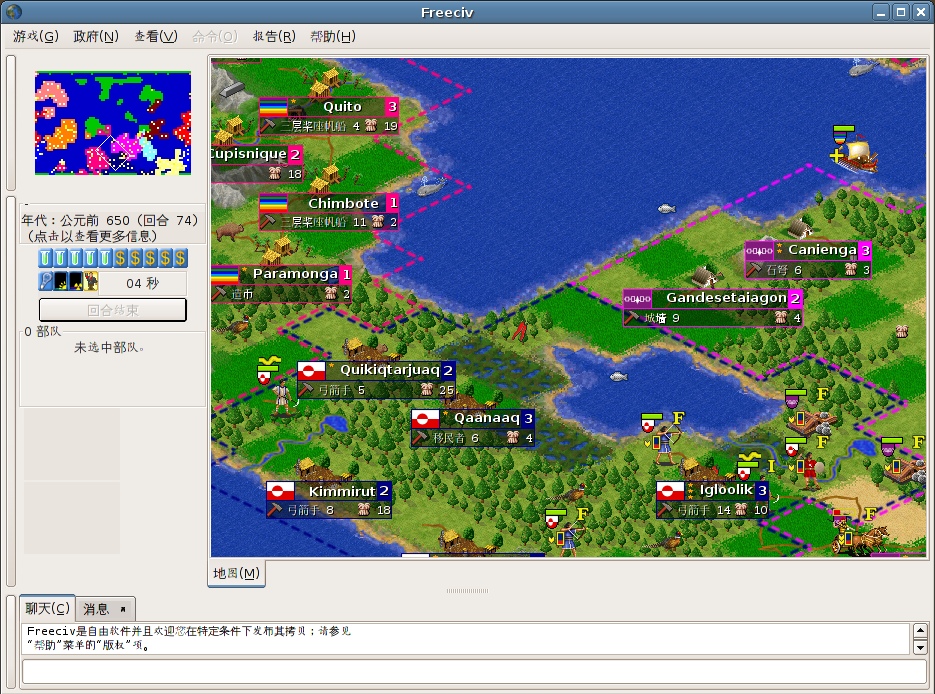
Versão 2.1 com chinês simplificado

No diz respeito a regras específicas, Freeciv é extremamante configurável, de maneira que ele pode ser jogado no modo Freeciv (padrão), Civilization, Civilization II, ou no modo definido por usuário. Um ou mais jogadores podem agir como administradores do jogo ou configurar as regras do jogo. Regras usualmente modificadas são:
- Número mínimo de jogadores
- Ritmo das pesquisas tecnológicas
- A presença ou não de jogadores controlados por computador
- Se bárbaros (controlados por computador) devem invadir o território de outro jogador
- A distância mínima entre as cidades
- Como a distribuição dos continentes e ilhas devem ser distribuídas ao longo do mapa

## Compatibilidade
Desenvolvido originalmente para a plataforma IRIX, tem-se notícia de que Freeciv funciona no mínimo em SunOS 4, Solaris, Ultrix, QNX, Linux, FreeBSD, OpenBSD, NetBSD, Mac OS X, OS/2, Microsoft Windows 95-Vista, Cygwin e AmigaOS. Freeciv é incluído em várias distribuições de Linux populares.